# Lijst van schilderijen van Vincent van Gogh
Deze lijst van schilderijen van Vincent van Gogh geeft een overzicht van de schilderijen van de Nederlandse kunstschilder Vincent van Gogh. De lijst is ingedeeld op basis van de plaats waar het schilderij gemaakt is. De lijst is niet per se volledig. Afkorting voor musea zijn als volgt:
- um = Uehara Museum Shimoda, Japan
- nbm = Het Noordbrabants Museum, 's Hertogenbosch
- vgm = Van Gogh Museum, Amsterdam
- km = Kröller-Müller Museum, Otterlo
- bvb = Museum Boijmans Van Beuningen, Rotterdam
- sm = Stedelijk Museum Amsterdam
- gm = Kunstmuseum Den Haag
- gmg = Groninger Museum
- dm = Drents Museum, Assen
- kmvsk = Koninklijke Musea voor Schone Kunsten van België
- l = Louvre, Parijs
- ng = National Gallery, Londen
- hm = Hermitage, Sint-Petersburg
- moma = Museum of Modern Art, New York
- mdo = Musée d'Orsay, Parijs

## Eindhoven-Tongelre
- Collse watermolen, mei 1884 nbm

## Etten-Leur
- De zaaier (naar Millet), april 1888, vgm
- Boomgaard, april-juli 1881, bvb
- Spitter , september 1881, km
- Jongeman, gras snijdend met een sikkel, oktober 1881, km
- Stilleven met kool en klompen, december 1881, vgm
- Moeder bij de wieg en kind op de vloer zittend, oktober 1881, km

## Den Haag
- Zeegezicht bij Scheveningen, 1882 vgm, Gestolen 2002, teruggevonden 2016.
- Oud vrouwtje op de rug gezien, maart 1882, vgm
- Landweg in Loosduinen bij Den Haag, maart 1882, vgm
- Boomstudie, april 1882, km
- Sorrow (Sien), april 1882, Walsall Museum and Art Gallery
- De Laakmolen in Den Haag, zomer 1882, privébezit
- Nettenboetsters in de duinen, augustus 1882, tussen 2010-2018 vgm in bruikleen van particulier, In juni 2018 op een veiling in Parijs aan een Amerikaanse verzamelaar verkocht voor 7,1 miljoen euro.[1]
- Meisje in het bos, augustus 1882, km
- Loterijkantoor, september 1882, vgm
- Mijnwerkersvrouwen, november 1882, km
- Bloembedden in Holland, 1883, National Gallery of Art
- Baby, februari 1883, vgm
- Vrouw, blootshoofds (Siens Moeder?), maart 1883, vgm
- Aardappelveld in de duinen, augustus 1883, km

## Drenthe
- Hutten, september 1883, vgm
- Landschap in schemering, september 1883, vgm
- Twee vrouwen in het veen werkend, oktober 1883, vgm
- Turfschuit met twee figuren, oktober 1883, dm
- Ophaalbrug in Nieuw-Amsterdam, 1883, gmg

## Nuenen
- Het uitgaan van de Hervormde Kerk te Nuenen, begin 1884, vgm. Gestolen 2002, teruggevonden 2016.
- Lentetuin, de pastorietuin te Nuenen in het voorjaar, voorjaar 1884, gmg, gestolen uit Singer Laren in 2020 tijdens bruikleen. Teruggevonden in 2024.
- Wever, interieur met drie raampjes, juli 1884, km
- Wever, van voren gezien, juli 1884, bvb
- Kar met zwarte os, juli 1884, Portland Art Museum
- Kar met roodbonte os, juli 1884, km
- Populierenlaan in de herfst, oktober 1884, vgm
- Populierenlaan bij zonsondergang, november 1884, km
- Raderen van de Genneper watermolen, november 1884, nbm
- Boerenvrouw, december 1884, vgm
- Stilleven met flessen en schelp, herfst 1884 nbm
- De pastorie te Nuenen, 1885, vgm
- De oude toren van Nuenen bij sneeuw, januari 1885, privébezit
- De pastorietuin met sneeuw, januari 1885, Armand Hammer Collectie
- Boer, maart 1885, kmvsk
- Kop van een vrouw, voorjaar 1885, nbm[2]
- Twee handen, april 1885, privébezit
- De aardappeleters, april 1885, vgm en km
- Verkoping van kruizen bij de oude toren, mei 1885, vgm
- Boerenhuis met bouwvallige schuur en bukkende vrouw, juli 1885, privébezit
- Tuin van de pastorie in Nuenen, oktober, november 1885, nbm
- Boerendorp in de avond, oktober 1885 nbm
- Twee boerinnen, spittend, augustus 1885, km
- Spittende boerin, juli-september 1885, nbm
- Stilleven met aarden kom met aardappelen, september 1885, bvb
- Stilleven met mand aardappelen, september 1885, vgm
- Stilleven met open bijbel, kandelaar en roman, oktober 1885, vgm
- Laan met populieren, november 1885, bvb
- Herfstlandschap, november 1885, km
- Zittende Boerin met daagse muts, 1885  nbm

## Antwerpen
- Vrouw met loshangend haar, november 1885, vgm
- Kop van een skelet met brandende sigaret, januari-februari 1886, vgm
- Staand vrouwelijk naakt, van opzij gezien, februari 1886, vgm

## Parijs
- Vaas met klaprozen, april / zomer 1886
- Stilleven met vruchten en kastanjes, herfst 1886
- Zelfportret met donkere, vilten hoed, april-juni 1886, vgm[3]
- Gezicht op de daken van Parijs, april-juni 1886, vgm
- Gipstorso, april-juni 1886, vgm
- De Moulin de Blute-Fin, juli-september 1886, Glasgow Art Gallery and Museum
- Kom met zinnia's, juli-september 1886, privébezit
- IJsvogel aan de waterkant, oktober-december 1886, vgm
- Straatbeeld in Montmartre, 1887, privébezit (in maart 2021 verkocht voor 13 miljoen euro. Eigenaar onbekend[4]
- In het café: Agostina Segatori in Le Tambourin, januari-maart 1887, vgm
- Wandelaars in een park in Asnières, april-juni 1887, vgm
- Rand van een korenveld met klaprozen en een leeuwerik, april-juni 1887, vgm
- Portret van een man, januari-maart 1887, National Gallery of Victoria
- Zelfportret met grijze vilthoed, januari-maart 1887, sm
- Stilleven met viscaria, 1887
- Fritillaria's in een koperen vaas, april-juni 1887, l
- De tuinen van Montmartre, april-juni 1887, vgm
- Het Restaurant de la Sirène in Asnières, mei-juli 1887, mdo
- Fabrieken bij Clichy, mei-juli 1887, Saint Louis Art Museum
- Exterieur van een restaurant met oleanders in potten, juli-september 1887, vgm
- Vier afgesneden zonnebloemen, juli-september 1887, vgm
- Bosgrond, juli-september 1887, vgm
- Een op zijn rug liggende krab, augustus-september 1887, vgm
- Twee afgesneden zonnebloemen, augustus-september 1887, Metropolitan Museum of Art
- Portret van père Tanguy, herfst 1887
- Portret van een vrouw met anjers, begin 1888, mdo
- Zelfportret 1887-1888, 1887-88, Kunsthistorisches Museum, Wenen
- Zelfportret voor de ezel, begin 1888, vgm

## Arles
- La Mousmé, 1888, National Gallery of Art, Washington D.C.
- Landschap met sneeuw, februari 1888, Solomon R. Guggenheim Museum, New York
- Besneeuwd landschap met Arles in de achtergrond, februari 1888, privébezit
- Roze perzikbomen, maart 1888, km
- Ophaalbrug met rijtuigje, april 1888, privébezit
- Mandje met citroenen, mei 1888, km
- Laan bij Arles, mei 1888, Pommersches Landesmuseum, Greifswald
- Boomgaard met cipressen, juni 1889, km
- Oogstlandschap, juni 1888, vgm
- De zaaier, juni 1888, km
- Hooischelven bij boerderij, juni 1888, km
- Gezicht op Saintes-Maries-de-la-Mare, juni 1888, km
- Drie huisjes in Saintes-Maries, juni 1888, Kunsthaus Zürich
- Bootjes op het strand, juni 1888, vgm
- Korenveld bij avond, juni 1888, Kunstmuseum Winterthur
- De brug bij Trinquetaille, juni 1888, privébezit, op 13 mei 2021 geveild bij Chrisies voor €.30,9 miljoen
- Zonsondergang bij Montmajour, juli 1888, vgm
- Kanaal met wasvrouwen, juli 1888, privébezit
- Joseph Roulin, april 1888, Barnes Foundation, Philadelphia USA
- Joseph Roulin, juli 1888, Museum of Fine Arts, Boston
- Van Gogh's Postbode: De Portretten van Joseph Roulin, juli 1888, moma
- Zonnebloemen, augustus 1888, Neue Pinakothek, München
- Zonnebloemen, augustus 1888, ng
- Patience Escalier, augustus 1888, Norton Simon Museum
- Kolenschuiten, augustus 1888, privébezit
- Het gele huis, september 1888 vgm
- Zelfportret, september 1888, Fogg Art Museum
- Caféterras bij nacht, september 1888, km
- Het nachtcafé, september 1888, Yale University Art Gallery
- Luitenant Millet, september 1888, km
- Vincents huis, september 1888, vgm
- Sterrennacht boven de Rhône, september 1888, mdo
- Moeder van Gogh, naar een foto, oktober 1888, Norton Simon Museum
- De rode wijngaard, oktober 1888
- De slaapkamer, oktober 1888, vgm
- Herinnering aan de tuin van Etten, november 1888, hm
- Armand Roulin, december 1888, Folkwang Museum, Essen
- Mansportret, december 1888, km
- Vincents stoel, december 1888, ng
- Portret van de moeder van Van Gogh, 1888, The Norton Simon Museum of Art
- Zelfportret met verbonden oor, januari 1889, Courtauld Gallery in het Courtauld Institute of Art
- Twee krabben, januari 1889, ng
- Portret van Joseph Roulin, februari-maart 1889, km
- Augustine Roulin (La Berceuse), maart 1889, sm
- Joseph Roulin, april 1889, Kunsthaus Zürich
- Irissen, mei 1889, Joan Whitney Payson Gallery of Art
- Bloeiende amandeltakken, februari 1890, hm

## Saint-Rémy-de-Provence
- De sterrennacht, juni 1889, moma[5]
- Berglandschap met opkomende zon, juni 1889, km
- Ommuurd korenveld met maaier, juni 1889, km
- Korenveld met cipressen, juni 1889, ng
- Olijfbomen in berglandschap, juni 1889, privébezit
- Velden met klaprozen, juni 1889, Kunsthalle Bremen
- Zelfportret 1889, september 1889, l
- De schovenbindster (naar Millet), september 1889, vgm
- Groene tarweveld met cipres, september 1889
- Moerbeiboom, oktober 1889, Norton Simon Art Foundation
- De weg door het ravijn, oktober 1889, Museum of Fine Arts, Boston
- Middagrust (naar Millet), januari 1890, l
- L'Arlésienne (portret van Madame Ginoux) (naar Gauguin), februari 1890 km
- De cypressen, februari 1890, km
- Op de drempel van de eeuwigheid, mei 1890, km
- De barmharige Samaritaan (naar Delacroix), mei 1890, km
- Landweg in de Provence bij nacht, mei 1890, km
- Vaas met paarse irissen tegen gele achtergrond, mei 1890, vgm

## Auvers-sur-Oise
- De kerk van Auvers, juni 1890, l
- Boerenmeisje met gele strohoed, juni 1890, privébezit
- De tuin van Daubigny, vgm
- Portret van Dr. Gachet, juni 1890, privébezit
- Marguerite Gachet aan de piano, juni 1890, Kunstmuseum Bazel
- Veld met papavers, juni 1890, gm
- Twee kinderen, juni 1890, l
- Landschap met het vervoer en de trein op de achtergrond, juni 1890, Pushkin State Museum of Fine Arts
- Roze rozen, juni 1890, Ny Carlsberg Glyptotek
- Landschap in de regen, juli 1890, National Museum of Wales
- Koeien, juli 1890, Museum voor Schone Kunsten (Rijsel)
- Korenveld onder onweerslucht, juli 1890, vgm
- Korenvelden onder dreigende luchten met kraaien, juli 1890, vgm
- De tuin van Daubigny, Rudolf Staechelin Family Foundation
- De tuin van Daubigny, Hiroshima Museum of Art
- Boomwortels, juli 1890, vgm

## Twijfel
Het schilderij Cipres, lucht en platteland, 1889, dat wordt toegeschreven aan Van Gogh werd in mei 2014 in Spanje teruggevonden in een kluis. Het werk met daarop een landschap van cipressen was in 1974 ontvreemd uit het instituut voor kunstgeschiedenis van de universiteit van Wenen. De authenticiteit van het werk moet nog wel bevestigd worden.